# Сікорський С.XVI
Сікорський С.XVI (рос. Сикорский С.XVI) — винищувач Російського імператорського військово-повітряного флоту часів першої світової війни.

## Завдання літака

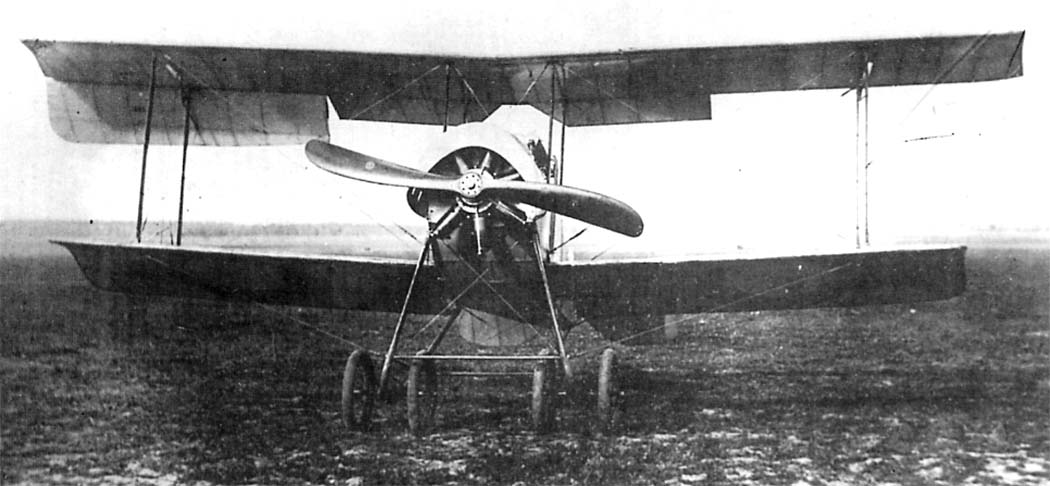
C.XVI з шасі

Літак C.XVI був створений І. І. Сікорським в 1915 році і призначався для супроводу повітряних кораблів «Ілля Муромець» і охорони їх аеродромів від літаків супротивника. Перші три машини пройшли успішні випробування в ескадрі повітряних кораблів (ЕПК), і Російсько-Балтійський вагонний завод отримав 24 вересня 1915 року замовлення на виготовлення 18 апаратів C.XVI.
Перед Російсько-Балтійським заводом, основною продукцією якого були повітряні кораблі «Ілля Муромець», навіть невелика серія літаків іншого типу ставила багато проблем. Не вистачало моторів, призначених для цих літаків, і три C.XVI відправили до ескадри повітряних кораблів без них. Більшість машин поступали без озброєння, цим належало займатися на базі ЕПК. Проте виробничі витрати і численні труднощі не могли перекреслити очевидних переваг нового літака.
На початку 1916 року ескадра отримала 6 літаків C.XVI, очікувались решта 12. І хоча всі апарати були прийняті авіаприймальною комісією на початку лютого, їх відправлення затримувалася через відсутність кулеметів для стріляння через гвинт. До того часу літаки, озброєні кулеметами, терміново знадобилися для знов формованих винищувальних авіаційних загонів. Ситуація з військовою авіацією на фронті складалась катастрофічна — російські літаки були майже беззбройні, а німецькі вже мали на озброєнні синхронні і турельні кулемети.

## C.XVI у винищувальній авіації
Великий князь Олександр Михайлович — шеф «малої авіації» звернувся з проханням передати частину літаків С-XVI для армійських авіазагонів. Незабаром була отримана відповідь від командування ескадри: «з 12 готові поступитися 6.» Три з них згодом і отримав 7-й винищувальний загін. У самій ескадрі літаки C.XVI не знайшли широкого бойового застосування через відсутність озброєння і невелику дальність польоту.
Крім першої серії з 18 літаків, на Російсько-Балтійському заводі побудували і другу — з 16 машин. У грудні 1916 року вже були готові фюзеляжі, біпланові коробки крил, шасі та інші частини. Загальна готовність літаків цієї серії (без моторів) досягла 90 %. Їх здача приймальній авіакомісії і відправка в діючу армію розтягнулася на весь наступний рік через брак моторів і озброєння. На той час літак C.XVI вже застарів - не вистачало потужності мотора, за швидкісними і маневреними показниками він вже не міг змагатися з німецькими «фоккерами», та й нові французькі винищувачі «Ньюпор» і «Спад» були кращі.
Намагаючись поліпшити льотні характеристики літака, на ньому стали встановлювати потужніші мотори «Гном-Моносупап» потужністю 100 к.с., і 120-сильні «рони». Тим самим вдалося підняти швидкість до 150 км/год, але і цього було вже недостатньо.

## C.XVI на флоті
Морське відомство також виявляло до літака велику цікавість, і восени 1915 року C.XVI із заводським номером 155 встановили на поплавці — два основних і малий хвостовий за типом С-5а. Архівних документів про випробування цього гідролітака не збереглося, окрім твердження В. Б. Шаврова, що у 1916 році гідроплан C.XVI був випробуваний, але себе не виправдав.

## Порівняння C.XVI з аналогами
У літаку C.XVI І.І.Сікорський ще в 1915 році спробував реалізувати ідею двомісного багатоцільового літака — винищувач супроводу і розвідника. Спроба французів і англійців використовувати для цих цілей громіздкі біплани «ферманівської» конструкції (Віккерс FB 5, RAF FE.2, Фарман F40) успіху не мала. Набагато вдаліше були конструкції англійського апарату Сопвіч Таблоїд і французького літака Моран-біплан.
Німецькі конструктори пішли шляхом використання важких і потужних двигунів водяного охолоджування. Цілком вдалим слід визнати розвідник і двомісний винищувач фірми Роланд 3.II, що володів високою швидкістю і потужнім озброєнням (крім синхронного і турельного кулеметів, міг брати 70 кг бомб).
І. І. Сікорський не мав можливості повною мірою займатися так званими малими апаратами: основний час і сили були віддані роботі над вдосконаленням конструкції «Муромців» і випуску їх на Російсько-Балтійському заводі. Подальші спроби російського конструктора створити винищувачі супроводу (С.XVII, С.XVIII) не були вдалими, далі за дослідні екземпляри справа не пішла. С-XVI міг бути перспективною машиною і в 1916 році — окрім установки потужнішого мотора «Рон» в 120 к.с., треба було зменшити площу крил, поставити простіше шасі, внести деякі інші зміни в конструкцію літака. Проте і з своїми показниками C.XVI став довгожителем російської авіації: за свідченням В. Б. Шаврова, він використовувався в період громадянської війни і проіснував до 1923 року.

## Конструкція C.XVI
Літак C.XVI за схемою був біпланом і випускався в одно- і двомісному варіантах. Фюзеляж розчалковий «ферманівської» конструкції був утворений чотирма ясеневими лонжеронами, стійками і розкосами. Жорсткість фюзеляжу забезпечувалася дротяними розчалками. Обшивка носової частини фюзеляжу була виготовлена з алюмінієвих листів. Каркас хвостової частини обтягувався полотном. Деякі літаки мали алюмінієвий гаргрот. Сидіння пілота і спостерігача (у двомісному варіанті) розташовувалися поряд.

Крила дерев'яної конструкції з полотняною обшивкою на клею і цвяхах. Обидва крила мали по три лонжерони. Профіль крил — тонкий, сильно увігнутий. Елерони були на верхніх і нижніх площинах, деякі літаки мали елерони тільки на верхньому крилі, але в цьому випадку вони були значно збільшені. Жорсткість коробки крил забезпечувалася тросами-розчалками діаметром 2 мм. 

одномісний C.VXI на лижах

 Хвостове оперення суцільнодерев'яне, мало дуже тонкий плоский профіль і полотняну обшивку. Ліве і праве кермо висоти були незалежні один від одного. Стабілізатор мав підкошування. Шасі «ферманівського» типу мало по два колеса на кожній стійці. Колеса ставилися трьох варіантів — 65×600, 80×600 і 100×640 мм. Взимку літак встановлювався на дерев'яні лижі з відтяжками. Ферма-шасі із сталевих труб каплевидного перетину мала розтяжки для жорсткості. Милиця - дерев'яна або металева. Амортизація шасі і милиці - гумові шнури. Управління літака штурвальне — колесо з ланцюгом. Силова установка спочатку складалася з ротативного семициліндрового двигуна «Гном» потужністю 80 к.с., з дерев'яним повітряним гвинтом фіксованого кроку. Потім стали встановлюватися 9-циліндрові мотори «Гном-Моносупап» — 100 к.с., або «Рон» — 120 к.с. На одному літаку був встановлений мотор російського виробництва «Калеп» К-60 потужністю 60 к.с. Маслобак і один з бензобаків розташовувалися в носовій частині літака, другий бензобак — під сидіннями льотчиків. 

С.XVI Григорія Гільшера

 Озброєння складалося з одного синхронного кулемета Віккерс. Рідко на верхньому крилі встановлювалася установка з кулеметом. Носова частина літака не забарвлювалася, решта поверхонь покривалася емалітом і лаком, тому мали жовтий колір. Розпізнавальні знаки — біло-синьо-червоні круги — наносилися на верхній поверхні верхнього і нижній поверхні нижнього крил. На фюзеляжі також були трибарвні розпізнавальні знаки; іноді вони наносилися на кермо повороту. Заводські номери ставилися на капоті або кілі.

## Схема

Модифікація для армії
Модифікація для флоту